# Jean-Claude Rodet
Jean-Claude Rodet, nascido em 1944 em St-Vérand, é um escritor e cientista francès, "doctor de agricultura biologica" e de medicinas alternativas naturales. É autor de vários livros e numerosos artigos em diferentes revistas de saúde natural e de agricultura biológica.
Rodet é fundador do Centro International de Documentação Alternativa e diretor de um centro de formação profissional : o Instituto de Saúde Natural Fleury-Rodet (ISNFR) de Montreal até 2010.

## Percurso profissional
Em 1977, obteve um doutoramento em Agronomia na Universidade  NWLU (Reino Unido). Favorável a um aumento substancial dos rendimentos agrícolas sem uso de produtos químicos, Rodet está inscrito no anuário web de IOIA (Independente Organic Inspectors Association – USA). 
Rodet age em prol duma nova medicina da nutrição : a nutriterapia. É assim que ele orienta a sua carreira  nas medicinas naturais nos anos 1980 com abordagem dos "Heilpraktiker" alemãos.
Em Junho de 1983, esta solicitado pela Universidade Espírito Santo de Évora para apresentar o primeiro curso de Agricultura Biológica no departamento de Ecologia e depois, mais tarde, pelo Ministério do Emprego e da Formação profissional para organizar e ensinar o primeiro curso profissional de Agricultura biológica em Portugal (Torre de Moncorvo, Outobro/Novembro 1986).
Em 1985, é fundador (sócio n°1) da Agrobio, associação portuguesa de agricultura biológica e participa na formação dos primeiros conselheiros agrobiologistas portugueses.
Em 1988, junte-se à « Cité Écologique » no Québec – Canadá como técnico e conselheiro para acompanhar a exploração de uma estufa « High tech » de 10 000 m2 com tecnologias bio.
Em 1991, lança o Instituto Internacional de Pesquisas em Homeopatia e Bioterapias (IIRHB - Montréal, Canadá).
Em 1999, funda, no Canadá, com a sua esposa, Francine Fleury, a associação humanitária Médicos de Pé Descalço sob o modelo da organização do Dr Jean-Pierre Willem que iniciara a sua actividade em França em 1987.
Membro da Direção da "Fondation pour l'Avancement de la Recherche Anti-âge" (Fundação para Pesquisa Anti-Envelhecimento), promotor da redacção do guia alimentar « L’Assiette Vitalité » publicado no Quebec e depois em França com o apoio da Liga Francesa Contra o Cancro.

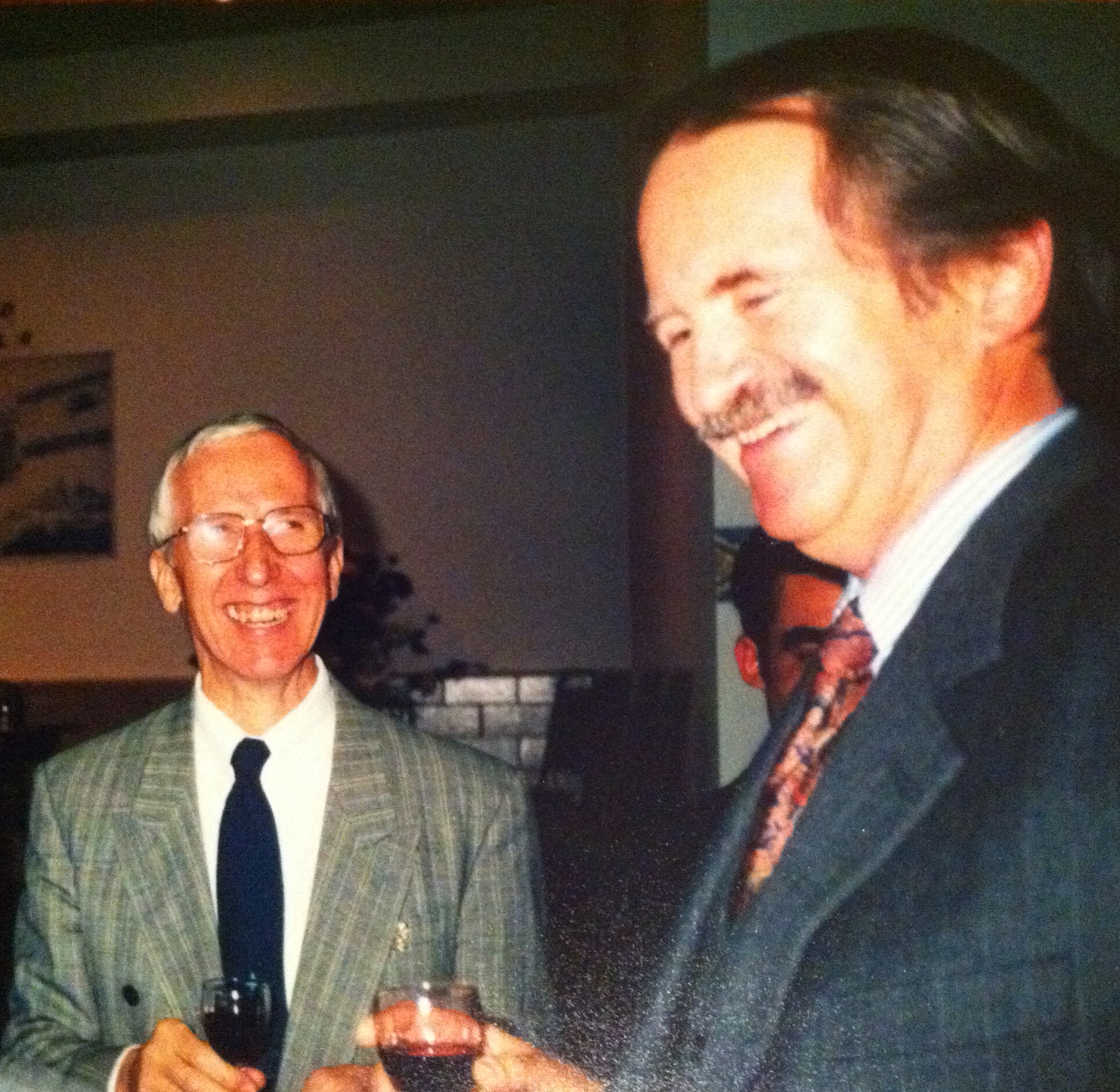
Jean-Claude Rodet e Duarte Pio de Bragança.

Em novembro 2002, Rodet por solicitação do Ministério do Ambiente do Governo do Quebec, inicia um estudo sobre o desenvolvimento sustentável da produção de suínos. Ele observa e critica a ausência de representante profissional independente especializado em pecuária biológica dentro desta comissão pública. Depois de realçar os efeitos negativos no ambiente das mega-suiniculturas é perseguido pela Ordem dos Agrónomos do Quebec por usurpação do diplôma de agrónomo. Na realidade é agrónomo mas não reconhecido no Canadá.
Em 2007, inicia a Associação Internacional dos Nutriterapeutas (AIN) no Quebec. No curso de nutrição de sua autoria propõe praticas alimentares baseadas na composição bioquímica de mais de 650 alimentos. Com o apoio de milhares de fontes bibliográficas, Rodet sintetisa as vantagens nutricionais recomendadas e a dose quotidiana admissível pela FAO e pela FDA (USA)… Duma forma geométrica (ex : pirâmides alimentares) com indicação de 100 g de alimentos frescos : água, kilocalorias, minerais, vitaminas, celulose (fibras), lípidos, proteínas, glúcidos, anti-oxidantes…
Em 2008, o IIRHB no Canadá é rebatizado « Instituto de Saúde Natural »  em ligação com Médicos de Pé Descalço para promover acções humanitárias.
Em 2010, o Instituto Kine-Concept (IKC), especializado em Massoterapia passa a dirigir o Instituto de Saúde Natural.

## Obras
- (em português) Segredos para envelhecer com saúde, edição Lido e Feito/Gradiva, 2016 (ISBN 878 989-616-703-5 Erro de parâmetro em {{ISBN}}: prefixo inválido)
- (em francês) Fini les notes ! Améliorez mémoire & apprentissages par vos choix alimentaires, avec Roland Lauzon, éd. Toujours avec toi, coll. Fondation québécoise Univers Santé, 2015 ISBN 978-2-924389-26-3.
- (em francês) Les interactions médicamenteuses, avec Alina Moyon, éd. du Dauphin, 2015 ISBN 978-2-7163-1566-1, 2ème édition 2016.
- (em português) Manual pratico de Horticultura Biológica, e Leonel Pereira, Edição Saúde Actual de Luis Filipe Freitas, 2015 ISBN 978-989-96987-3-4.
- (em francês) Les sucres et les édulcorants : Faux besoins, vrais dangers, avec Roland Lauzon, éd. du Dauphin, 2015 ISBN 978-2-7163-1555-5.
- (em francês) Les sucres et édulcorants : douceurs amères !, avec Roland Lauzon, éd. Toujours avec toi, coll. Fondation québécoise Univers Santé, 2014 ISBN 978-2-924389-06-5.
- (em francês) Le lait de vache, un aliment controversé ?, avec Roland Lauzon, éd. Toujours avec toi, coll. Fondation québécoise Univers Santé, 2014 ISBN 978-2-924389-08-9.
- (em francês) Mangez santé selon votre groupe sanguin ! : groupes sanguins, profils hormonaux, avec Roland Lauzon, éd. Toujours avec toi, coll. Fondation québécoise Univers Santé, 2014 ISBN 9782924389065.
- (em português) Manual do Caminheiro, ed. Gradiva, 2013 (ISBN 978-989-616-525-3)
- (em francês) Huiles d'olives biologiques, éd. Marcel Broquet, coll. Santé bien-être, 2012 (ISBN 978-2-89726-002-6).
- (em francês) Vins biologiques, éd. Marcel Broquet, coll. Santé bien-être, 2012 (ISBN 978-2-923860-94-7).
- (em francês) Nutrithérapie, éd. Marcel Broquet, coll. Santé bien-être, 2012 (ISBN 978-2-923860-85-5).
- (em francês) Guide de santé alimentaire, éd. Marcel Broquet, coll. Santé bien-être, 2012 (ISBN 978-2-923860-89-3).
- (em francês) S'alimenter selon les âges et les saisons, éd. Marcel Broquet, coll. Santé bien-être, 2012 (ISBN 978-2-923860-93-0).
- (em francês) Vertus médicinales des plantes aromatiques, éd. Marcel Broquet, coll. Santé bien-être, 2012 (ISBN 978-2-923860-91-6).
- (em francês) Secrets pour vieillir en bonne santé, éd. Marcel Broquet, coll. Santé bien-être, 2012 (ISBN 978-2-923860-92-3).
- (em francês) Cures et monodiètes, éd. Marcel Broquet, coll. Santé bien-être, 2012 (ISBN 978-2-923860-88-6).
- (em francês) La bible du marcheur, éd. Marcel Broquet, coll. Santé bien-être, 2012 (ISBN 978-2-923860-87-9).
- (em português) Guia dos alimentos vegetais, nova edição aumentada, Edição Gradiva (Lisboa), 2012, (ISBN 978-989616-470-6).
- (em português) Gripe e gripes, Edição Luis Filipe de Freitas (Lisboa), 2010 ISBN 978-989-96987-1-0).
- (em português) Pequena Enciclopédia da Nutriterapia Familiar, Volume 1, Edição Sinais de Fogo (Lisboa), 2008, ISBN 978-989-8066-41-1).
- (em português) Pequena Enciclopédia da Nutriterapia Familiar, Volume 2, Edição Sinais de Fogo (Lisboa), 2008, ISBN 978-989-8066-23-7).
- (em português) Agricultura Biológica, Uma opção inteligente, Edição Luís Filipe de Freitas (Lisboa), 2005, ISBN 972-99034-1-7).
- (em português) Guia dos alimentos vegetais, Edição Gradiva (Lisboa), 2004, ISBN 972-662-949-7).
- (em francês) Quinton, le sérum de la vie, Maxence Layet e Jean-Claude Rodet, Edition Trédaniel, 2008, ISBN 978-2-7029-0637-8.
- (em francês) Guide Alimentaire Anti-Âge (Montreal, Canada: Quebecor World, 2002, ISBN 2-980-6527-1-7.
- (em francês) Les aliments biologiques (Lyon, Edition Camugli, 1982, ISBN 2-851-83000-7.
- (em francês) L'élevage biologique (Lyon, Edition Camugli, 1979, ISSN 0337-8012, Collection "Vous ne pouvez plus ignorer")
- (em português) Agricultura biológica, 1980, Edição ITAU, Lisboa.
- (em francês) L'agriculture biologique (Lyon, Edition Camugli, 1978, ISSN 0337-8012, Collection "Vous ne pouvez plus ignorer")